# Von Münster
Von Münster (ook: Mönster, Monster en Zu Münster) is een Duits adellijk huis.

## Geschiedenis
Het, van origine, riddermatig geslacht Von Münster werd reeds in 1170 vermeld. De stamreeks van het geslacht vangt aan met de ridder Hermann I von Münster. Het geslacht Von Münster is onder meer verwant aan de adellijke families Von Bevern en Von Steinfurt en tevens aan de heren van Meinhöve.
Aanvankelijk noemden de freiherren van de familie zich Mönster. Nadat de familie in de Duitse gravenstand werd opgenomen voerden de telgen de familienaam van Von Münster.
De familie had verschillende landgoederen in bezit, zowel in Duitsland als in Nederland. In Nederland bezaten leden landgoederen voornamelijk in de noordelijke provincies. In Duitsland waren de landgoederen, die familieleden bezaten, in Westfalen gelegen; telgen bezaten onder meer het slot Surenburg te Hörstel en de burcht Derneburg te Holle.

## Wapen
Het wapen van het geslacht is als volgt: het wapenschild is verdeeld in twee delen; het bovengedeelte is rood en het benedengedeelte is goud, als helmteken worden twee buffelhorens gevoerd en de dekkleden zijn rood-goud.

## Bekende leden
- Georg graf zu Münster (1776-1844), paleontoloog;
- Ernst Friedrich Herbert graf zu Münster (1766-1839), politicus en staatsman;
  - Georg Herbert graf zu Münster, fürst Münster von Derneburg (1820-1902), diplomaat.

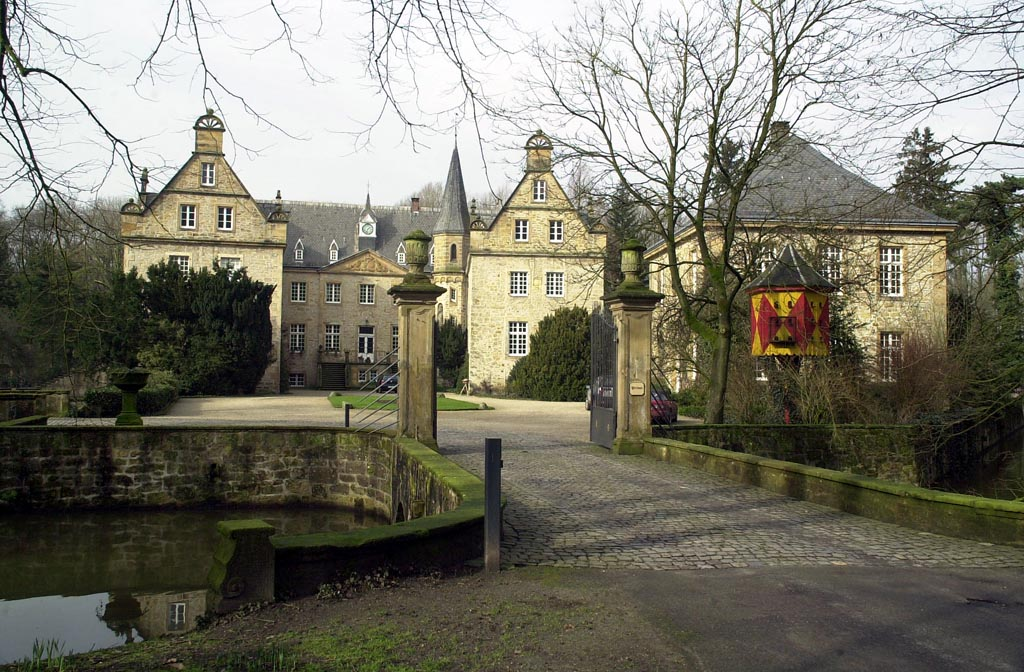
Slot Surenburg te Hörstel (2007).
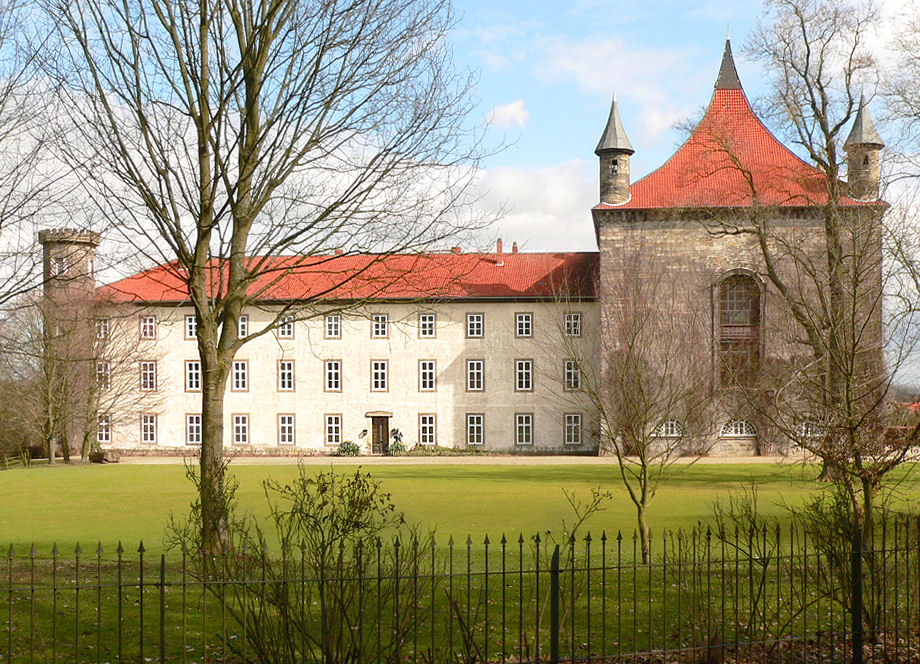
Burcht Derneburg te Holle (2006).
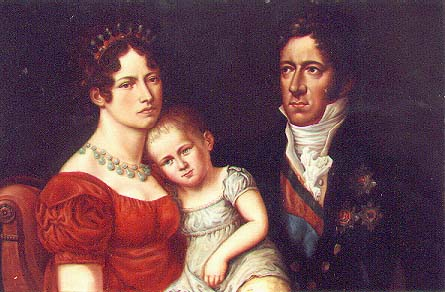
Ernst Friedrich Herbert graaf zu Münster (1766-1839) met vrouw en kind.
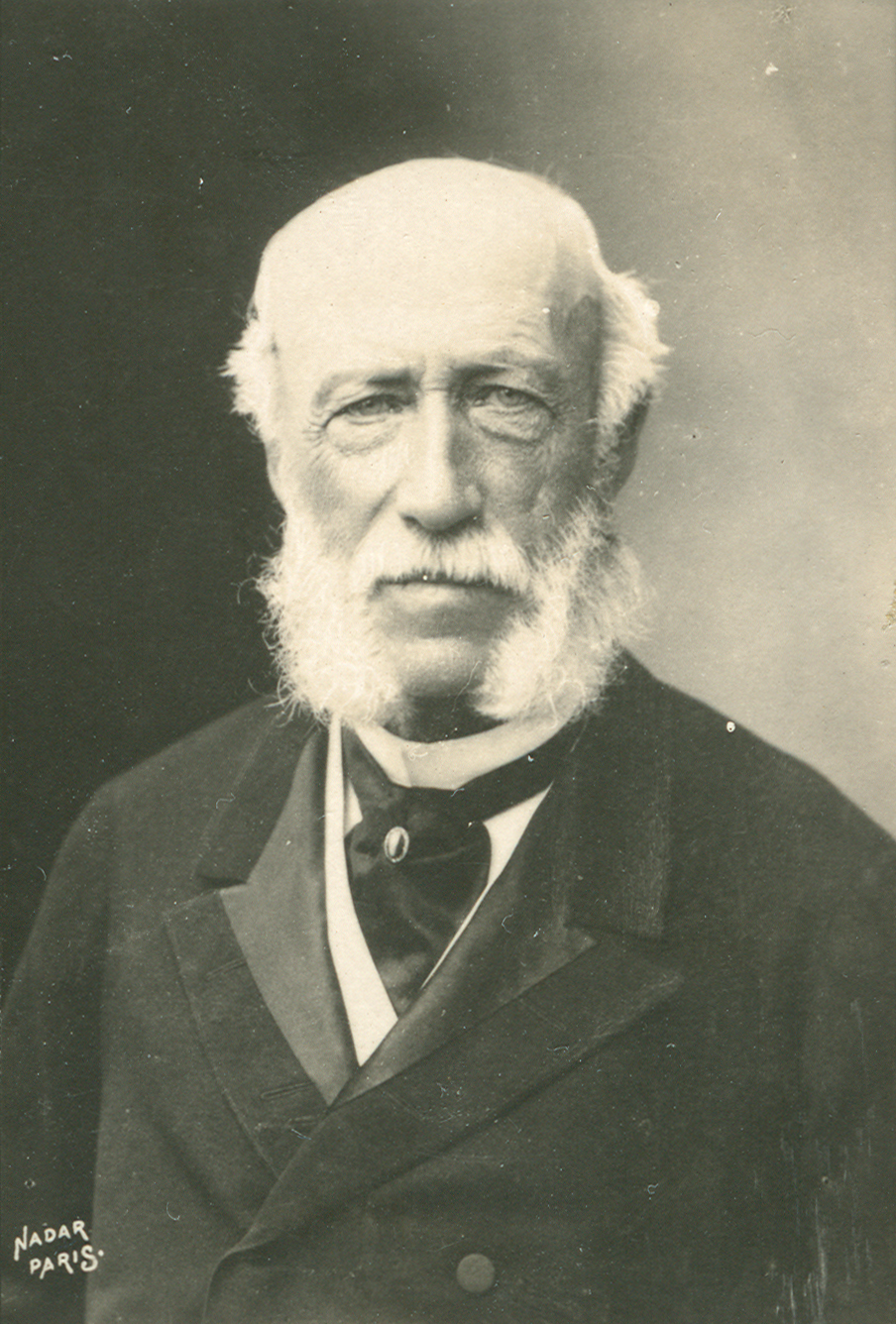
Georg Herbert graaf zu Münster, fürst Münster von Derneburg (1820-1902).